# Dynamique des faisceaux de particules chargées
 (juin 2010).
Si vous disposez d'ouvrages ou d'articles de référence ou si vous connaissez des sites web de qualité traitant du thème abordé ici, merci de compléter l'article en donnant les références utiles à sa vérifiabilité et en les liant à la section « Notes et références ».
La dynamique des faisceaux de particules chargées est une discipline de la physique qui traite du transport et de l'optimisation des caractéristiques des faisceaux dans les accélérateurs de particules.
Le transport d'une particule chargée est décrit dans les champs électromagnétiques produits par l'accélérateur. On peut en déduire les propriétés propres à l'accélérateur (en relation avec un type de particule) qui vont permettre de définir :
- une particule de référence subissant le transport idéal dans l'accélérateur et dont la trajectoire devra être contrainte par les besoins des utilisateurs,
- un formalisme de transport (parfois linéaire) autour de cette particule de référence pour les particules non idéales qui devront demeurer dans une acceptance définie par de nombreux critères (dispersion en taille et divergence, courant perdu admissible). Cette acceptance permet de déterminer les meilleures conditions d'injection et de transport du faisceau dans l'accélérateur.

Le faisceau de particules est caractérisé par des grandeurs statistiques (par exemple : dimension quadratique moyenne) dont on peut décrire analytiquement l'évolution au cours de l'accélération dans des conditions simplifiées de transport. Une simplification pertinente des paramètres permet une description rapide et très utile du comportement du faisceau pour la définition et le réglage des principaux éléments de l'accélérateur tels que les aimants ou les cavités accélératrices.
Fréquemment, le transport du faisceau à travers l'accélérateur est réalisé à l'aide de logiciels dédiés appelés codes de transport. On peut transporter alors, soit des propriétés statistiques du faisceau, soit un échantillonnage de macro-particules représentant le faisceau, soit la fonction de distribution du faisceau. Ces codes permettent d'accéder au calcul des interactions des particules avec leurs congénères (charge d'espace), le gaz résiduel (diffusion coulombienne, neutralisation, recombinaison) ou avec l'accélérateur (champs induits dans la structure). Ils permettent aussi de vérifier l'influence des imperfections de l'accélérateur sur les propriétés du faisceau.

## Transport d'une particule

### Représentation d'une particule - Espaces des phases
La dynamique des particules peut être décrite soit dans un référentiel galiléen (bonne approximation du référentiel du laboratoire), soit dans un référentiel mobile lié à l'accélérateur.

#### Représentation classique dans un référentiel galiléen
Une particule de masse m et de charge q est décrite, à un instant t, par un point dans un espace des phases à 6 dimensions représentant :
- sa position :

{\displaystyle {\vec {r}}={\begin{pmatrix}x\\y\\z\end{pmatrix}}}.
- son déplacement (par exemple, sa quantité de mouvement) :

{\displaystyle {\vec {p}}={\begin{pmatrix}p_{x}\\p_{y}\\p_{z}\end{pmatrix}}}.

Plus généralement, 6 coordonnées (3 de position, 3 de déplacement) suffisent à décrire la dynamique de la particule en fonction d'une variable indépendante τ donnée (ici le temps).

#### Représentation dans un référentiel mobile
Un accélérateur de particules est conçu de manière à accélérer une particule de référence (dite particule synchrone) qui se propage sur une trajectoire de référence avec une chronométrie bien précise. Cette trajectoire de référence peut être linéaire (linac), circulaire (synchrotron) ou spirale (cyclotron).
- Il est alors courant de choisir comme variable indépendante τ, non pas le temps, mais une abscisse s le long de la trajectoire de référence. L'abscisse associée à une particule correspond au point d'intersection entre la trajectoire de référence et le plan normal à cette trajectoire qui contient la particule.

{\displaystyle \tau =t\to s}.

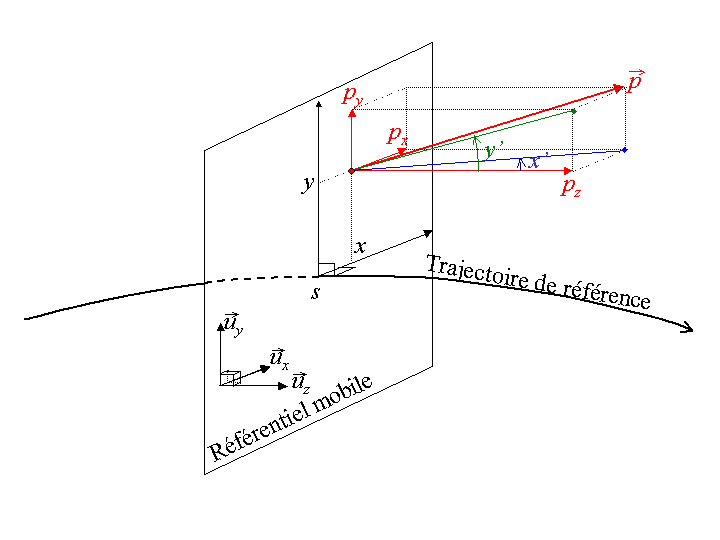
Référentiel mobile sur une trajectoire de référence

- En ce qui concerne sa position, la particule peut être repérée par ses 2 coordonnées (x,y) dans un référentiel mobile {\displaystyle \left({\vec {u}}_{x},{\vec {u}}_{y}\right)} contenu dans le plan normal à la trajectoire de référence. Généralement x repère la position dans le plan horizontal (plan de déviation du faisceau dans un accélérateur circulaire), y dans le plan vertical. L'autre coordonnée d'espace étant fixée par s, les particules sont finalement différenciées par leur instant de passage à l'abscisse s (comme une photo finish sur la ligne d'arrivée d'une course). Dans la plupart des accélérateurs utilisant des cavités radio-fréquences de fréquence f, cet instant d'arrivée est normalisé par la multiplication par 2π·f. On obtient alors une phase φ qui exprime l'évolution du champ dans les cavités. Il peut alors être pertinent d'utiliser la différence de phase Φ entre la particule et la particule synchrone.

{\displaystyle {\vec {q}}={\begin{pmatrix}q_{1}\\q_{2}\\q_{3}\end{pmatrix}}\Leftrightarrow {\begin{pmatrix}x\\y\\z\end{pmatrix}}\Leftrightarrow {\begin{pmatrix}x\\y\\t\end{pmatrix}}\Leftrightarrow {\begin{pmatrix}x\\y\\\varphi \end{pmatrix}}\Leftrightarrow {\begin{pmatrix}x\\y\\\phi =\varphi -\varphi _{s}\end{pmatrix}}}.
- En ce qui concerne son déplacement, il est usuel de choisir, pour le plan transverse, les 2 pentes x' et y' que fait la trajectoire de la particule par rapport à la trajectoire de référence. L'intérêt porte sur leurs mesure et interprétation faciles. Pour la troisième composante du déplacement, on peut trouver, pêle-mêle, la quantité de mouvement p de la particule, sa différence relative de la quantité de mouvement par rapport à celle de la particule synchrone δ, l'énergie cinétique de la particule E ou sa différence d'énergie avec la particule synchrone ΔE.

{\displaystyle {\vec {p}}={\begin{pmatrix}p_{1}\\p_{2}\\p_{3}\end{pmatrix}}\Leftrightarrow {\begin{pmatrix}p_{x}\\p_{y}\\p_{z}\end{pmatrix}}\Leftrightarrow {\begin{pmatrix}x'={\frac {p_{x}}{p_{z}}}\\y'={\frac {p_{y}}{p_{z}}}\\p\end{pmatrix}}\Leftrightarrow {\begin{pmatrix}x'\\y'\\\delta ={\frac {p-p_{s}}{p_{s}}}\end{pmatrix}}\Leftrightarrow {\begin{pmatrix}x'\\y'\\E\end{pmatrix}}\Leftrightarrow {\begin{pmatrix}x'\\y'\\\Delta E=E-E_{s}\end{pmatrix}}}.

La particule pourra finalement être représentée par un vecteur à 6 composantes dont on exprimera l'évolution en fonction de la variable indépendante τ :
{\displaystyle {\vec {P}}(\tau )={\begin{pmatrix}q_{1}\\q_{2}\\q_{3}\\p_{1}\\p_{2}\\p_{3}\\\end{pmatrix}}}.

### Équations du mouvement

#### Référentiel du laboratoire (galiléen)
Les équations du transport de la particule dans un champ électromagnétique {\displaystyle ({\vec {E}},{\vec {B}})} sont données par la relation fondamentale de la dynamique relativiste :
{\displaystyle {\begin{cases}{\dfrac {d{\vec {p}}}{dt}}=q\cdot ({\vec {E}}+{\dfrac {\vec {p}}{\gamma m}}\wedge {\vec {B}})\\{\dfrac {d{\vec {r}}}{dt}}={\dfrac {\vec {p}}{\gamma m}}\end{cases}}}.
où :
γ est l'énergie réduite de la particule (ou facteur de Lorentz (appellation impropre dans ce cas présent)) reliée à la quantité de mouvement par la relation :
{\displaystyle \gamma ={\sqrt {1+{\dfrac {p^{2}}{m^{2}c^{2}}}}}}.
c est la constante de la physique correspondant à la vitesse de la lumière dans le vide.

Dans le référentiel galiléen, en utilisant le temps t pour variable indépendante, ces équations s'appliquent directement.

#### Référentiel mobile
Dans le référentiel mobile, en utilisant l'abscisse s pour variable indépendante, quelques transformations doivent être apportées. Elles sont dues au fait que les vecteurs de la base mobile {\displaystyle \left({\vec {u}}_{x},{\vec {u}}_{y},{\vec {u}}_{z}\right)} ne sont pas obligatoirement invariants lors du transport.
Soit ρ(s), le rayon de courbure de la trajectoire de référence au point s dans le plan {\displaystyle \left({\vec {u}}_{x},{\vec {u}}_{z}\right)} (par définition de {\displaystyle {\vec {u}}_{x}}). En considérant que  ρ>0 si le vecteur {\displaystyle {\vec {u}}_{x}} pointe vers l'extérieur du virage, nous avons :
{\displaystyle {\begin{cases}{\dfrac {d{\vec {u}}_{x}}{ds}}={\dfrac {{\vec {u}}_{z}}{\rho }}\\{\dfrac {d{\vec {u}}_{y}}{ds}}={\vec {0}}\\{\dfrac {d{\vec {u}}_{z}}{ds}}=-{\dfrac {{\vec {u}}_{x}}{\rho }}\end{cases}}}.
De plus, s étant la projection de la particule sur la trajectoire de référence, nous avons :
{\displaystyle {\frac {ds}{dt}}={\frac {p_{z}}{\gamma m}}\cdot \left(1+{\frac {x}{\rho }}\right)^{-1}}.
À partir de ces dernières équations et des équations du transport dans le référentiel galiléen, il est possible de déterminer les équations qui donnent les dérivées par rapport à s de chacune des coordonnées des particules dans l'espace des phases choisi.

#### Quel que soit le référentiel
Finalement, quel que soit le référentiel, si τ est la variable indépendante (t ou s), l'équation vectorielle du transport peut s'écrire :
{\displaystyle {\dfrac {d{\vec {P}}}{d\tau }}={\vec {F}}({\vec {P}},\tau )}.

### Linéarisation - transport matriciel
Dans ce paragraphe, nous introduisons un formalisme propre aux accélérateurs, et nous choisissons délibérément l'abscisse s pour variable indépendante. La justification est donnée par la suite.

Le traitement le plus simple du transport d'une particule consiste à :
- Utiliser ses coordonnées relatives à la particule synchrone,

{\displaystyle {\vec {P}}\rightarrow {\vec {P}}-{\vec {P}}_{s}}.
- Linéariser la variation de la force de rappel vers la particule synchrone.

{\displaystyle F_{i}({\vec {P}},s)=\sum _{j=1}^{6}k_{i,j}(s)\cdot P_{j}}.

On obtient alors les équations d'évolution des composantes :
{\displaystyle {\dfrac {dP_{i}}{ds}}=\sum _{i=1}^{6}k_{i,j}(s)\cdot P_{j}}.

On peut alors utiliser le formalisme matriciel pour transporter la particule d'un point s à un point s+ds :
{\displaystyle {\begin{pmatrix}q_{1}\\q_{2}\\q_{3}\\p_{1}\\p_{2}\\p_{3}\\\end{pmatrix}}_{s+ds}={\begin{pmatrix}1+k_{1,1}\cdot ds&k_{1,2}\cdot ds&k_{1,3}\cdot ds&k_{1,4}\cdot ds&k_{1,5}\cdot ds&k_{1,6}\cdot ds\\k_{2,1}\cdot ds&1+k_{2,2}\cdot ds&k_{2,3}\cdot ds&k_{2,4}\cdot ds&k_{2,5}\cdot ds&k_{2,6}\cdot ds\\k_{3,1}\cdot ds&k_{3,2}\cdot ds&1+k_{3,3}\cdot ds&k_{3,4}\cdot ds&k_{3,5}\cdot ds&k_{3,6}\cdot ds\\k_{4,1}\cdot ds&k_{4,2}\cdot ds&k_{4,3}\cdot ds&1+k_{4,4}\cdot ds&k_{4,5}\cdot ds&k_{4,6}\cdot ds\\k_{5,1}\cdot ds&k_{5,2}\cdot ds&k_{5,3}\cdot ds&k_{5,4}\cdot ds&1+k_{5,5}\cdot ds&k_{5,6}\cdot ds\\k_{6,1}\cdot ds&k_{6,2}\cdot ds&k_{6,3}\cdot ds&k_{6,4}\cdot ds&k_{6,5}\cdot ds&1+k_{6,6}\cdot ds\end{pmatrix}}\cdot {\begin{pmatrix}q_{1}\\q_{2}\\q_{3}\\p_{1}\\p_{2}\\p_{3}\\\end{pmatrix}}_{s}}
Soit :
{\displaystyle {\vec {P}}(s+ds)=T(s+ds\leftarrow s)\cdot {\vec {P}}(s)}

Ce formalisme matriciel peut être utilisé pour aller d'un point s0 à un point s1:
{\displaystyle {\vec {P}}(s_{1})=T(s_{1}\leftarrow s_{0})\cdot {\vec {P}}(s_{0})}.
{\displaystyle T(s_{1}\leftarrow s_{0})} est la matrice de transfert entre le point s0 et le point s1.

Formellement, elle peut s'obtenir à partir de la multiplication des matrices sur des petits pas ds de s0 à s1 (ce qui revient à intégrer pas à pas les équations du transport) :
{\displaystyle T(s_{1}\leftarrow s_{0})=\lim _{n\to \infty }\prod _{i=1}^{n}T(s_{0}+i\cdot {\frac {s_{0}+s_{1}}{n}}\leftarrow s_{0}+(i-1)\cdot {\frac {s_{0}+s_{1}}{n}})}.

Concrètement, l'accélérateur est découpé en une succession d'éléments Ei dont on connaît les matrices de transfert Ti.
Le transport de l'entrée de l'élément i à la sortie de l'élément j (ou à l'entrée de l'élément j+1, avec j>i) est alors donné par la matrice de transfert :
{\displaystyle T(j+1\leftarrow i)=T_{j}\cdot T_{j-1}\cdots T_{i+1}\cdot T_{i}=\prod _{k=j}^{i}T_{k}}.
On peut, par cette méthode, transporter les particules, élément après élément, tout le long de l'accélérateur.
C'est justement parce que les éléments sont positionnés tout le long de l'accélérateur que nous avons choisi l'abscisse s comme variable indépendante. L'utilisation du temps comme variable indépendante pose des difficultés car, à un instant t donné, toutes les particules ne sont pas forcément dans le même élément de l'accélérateur. Il faudrait une matrice par particule !!

## Description statistique d'un faisceau

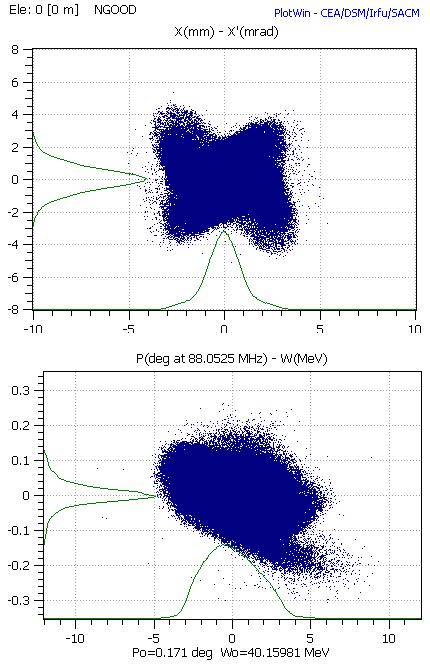
Distribution des particules d'un faisceau dans deux sous-espaces des phases 2D

Un faisceau est constitué d'un grand nombre de particules. Ce nombre étant souvent très grand, il est généralement impossible de suivre (calculer, mais aussi mesurer) les caractéristiques individuelles de chacune des particules. On réduit alors la description du faisceau à quelques propriétés statistiques qu'il est possible de transporter dans l'accélérateur.
Cette représentation statistique du faisceau peut se faire de 3 manières différentes :
- Par une fonction de distribution continue dont on transporte numériquement une discrétisation le long de l'accélérateur. Cette représentation permet aussi, dans certaines conditions, d'obtenir des distributions d'équilibre analytiques pour le faisceau.
- Par des macro-particules, moins nombreuses que le nombre réel de particules, que l'on transporte en résolvant les équations du mouvement des particules (sorte de sondage). Cette technique est essentiellement numérique.
- Par des moments d'ordres plus ou moins élevés de la distribution. Ils pourront être transportés en utilisant des formalismes simples, tels que le formalisme matriciel.

Des illustrations de modélisation issues du code de transport de faisceau TraceWIN sont données à droite.
Elles correspondent à la projection dans 2 sous-espaces des phases (transverse: (x,x') et longitudinal: (phase, Énergie)) d'un même faisceau, à une abscisse s donnée, pour différents types de modélisation.

### Fonction de distribution

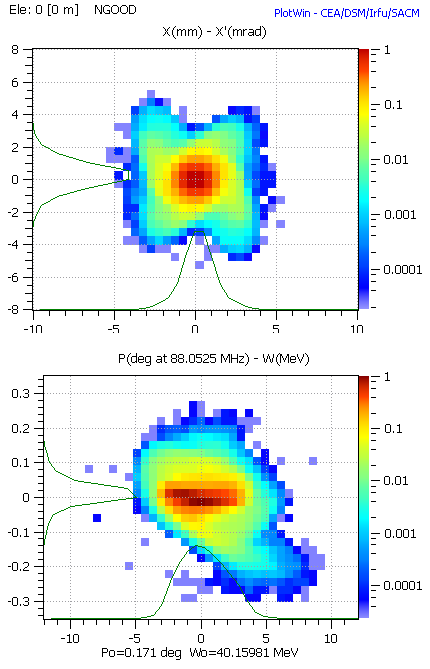
Fonction de distribution d'un faisceau dans deux sous-espaces des phases 2D - Échelle logarithmique

Pour une valeur donnée de la variable indépendante τ, un faisceau de particules est défini par la fonction de distribution à 1 corps des particules qui le constituent. Chaque particule pouvant être représentée par 6 coordonnées (3 de position, 3 de déplacement, modélisé par le vecteur {\displaystyle {\vec {P}}}), cette fonction de distribution dépend donc de 6 + 1 (variable indépendante) variables.
Elle représente la densité de particules dans l'espace des phases 6D (position-déplacement) pour une valeur donnée de τ :
{\displaystyle f({\vec {P}},\tau )\cdot d{\vec {P}}} donne le nombre de particules dans le petit hyper-volume de l'espace des phases situé entre {\displaystyle {\vec {P}}} et {\displaystyle {\vec {P}}+d{\vec {P}}} à τ.
L'évolution de cette fonction de distribution à travers les champs électromagnétiques de l'accélérateur est solution :
- soit de l'équation de Vlassov, si 2 particules "proches" dans l'espace subissent une variation lisse et continue de la force,
- soit l'équation de Fokker-Planck, si les particules "proches" dans l'espace peuvent subir des forces qui diffèrent fortement (collision). Dans ce cas, les termes de Fokker-Planck modélisent ces interactions par une diffusion continue de la fonction de distribution. Cette diffusion correspond à l'effet de nombreuses petites collisions. Cela peut être le cas, par exemple, des collisions coulombiennes particule-particule, des collisions avec le gaz résiduel, ou de l'émission de rayonnement synchrotron.
- soit l'équation de Boltzmann, si la simple modélisation par une diffusion continue ne suffit pas (par exemple, les collisions aux grands angles).

Le choix de l'équation dépendra de la densité, de l'environnement ou/et de la durée de vie du faisceau, mais aussi du pas de discrétisation de la fonction de distribution (espace, déplacement et temps ce qui permet de définir la notion de "proche") lors d'une résolution numérique.

### Macro-particules

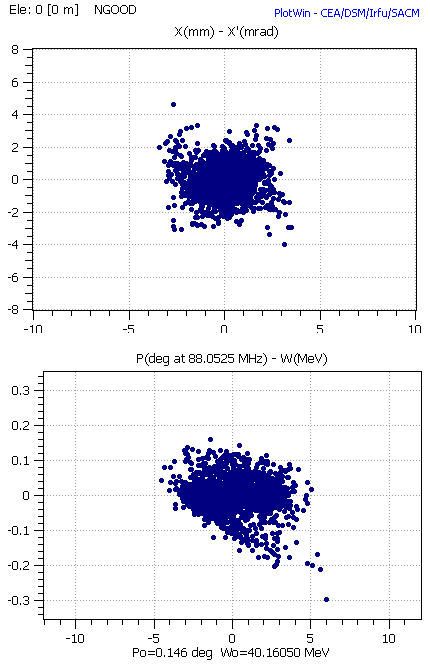
Faisceau représenté par des macro-particules dans deux sous-espaces des phases 2D

Le faisceau, constitué de N particules, est sous-échantillonné par un ensemble de n macro-particules (n<N) qui portent une macro-charge plus forte d'un facteur N/n (pour le calcul des champs induits) mais qui subissent la même dynamique que les particules du faisceau (voir ci-avant).
Le transport de ces macro-particules est simulé à l'aide de logiciels. Les propriétés du faisceau et les champs électromagnétiques induits peuvent être calculés à partir de cet échantillon de macro-particules.
NB : Même si on pouvait simuler N particules, cela resterait un modèle statistique car les conditions initiales réelles de chaque particule ne peuvent jamais être mesurées et sont, de toute manière, non reproductibles.

### Moments de la distribution

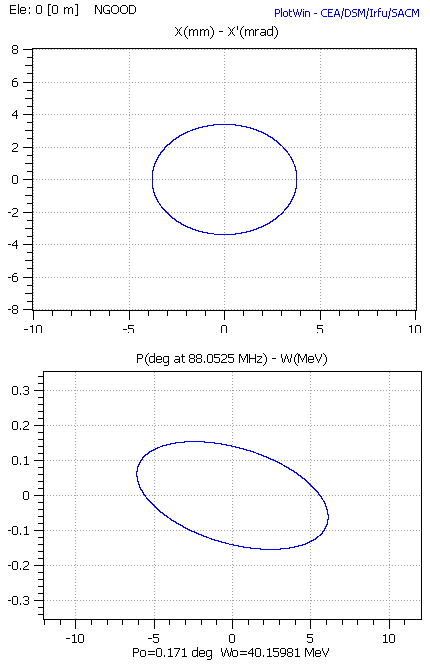
Faisceau représenté par un ellipsoïde déduit de ses moments d'ordre 1 et 2 dans deux sous-espaces des phases 2D

À partir de la distribution des particules, il est possible de calculer, pour τ donnée, la valeur moyenne d'une fonction A des coordonnées de l'espace des phases :
{\displaystyle {\begin{aligned}<A({\vec {P}})>&={\frac {1}{N}}\cdot \sum _{i=1}^{N}A({\vec {P}}_{i}(\tau ))\\\ &={\frac {\iint A({\vec {P}})\cdot f({\vec {P}},\tau )\cdot d{\vec {P}}}{\iint f({\vec {P}},\tau )\cdot d{\vec {P}}}}\end{aligned}}}.
Les 6 coordonnées du centre de gravité du faisceau dans l'espace des phases sont données par les moments d'ordre 1 de la distribution :
{\displaystyle {\bar {P}}_{i}=<P_{i}>};
Les dimensions quadratiques moyennes du faisceau dans l'espace des phases sont données par les moments d'ordre 2 centrés de la distribution :
{\displaystyle \sigma _{i,i}={\sqrt {<(P_{i}-{\bar {P}}_{i})^{2}>}}}.
Elles correspondent, pour chaque direction de l'espace des phases, à la racine carrée de la moyenne des carrés des distances de toutes les particules au centre de gravité du faisceau. Elles ont la dimension de l'espace des phases. Elles sont d'autant plus grandes que la distribution est étalée dans l'espace des phases. En ce sens, elles donnent une "mesure" de l'étalement de la distribution des particules.
Le faisceau peut être défini par une matrice 6×6, notée σ, donnant l'ensemble des moments d'ordre 2 centrés de la distribution des particules :
{\displaystyle \sigma _{i,j}=<(P_{i}-{\bar {P}}_{i})\cdot (P_{j}-{\bar {P}}_{j})>}.
Cette matrice est symétrique.
On retrouve le carré des dimensions quadratiques moyennes sur sa diagonale.
D'un point de vue statistique, il s'agit de la matrice de covariance de la distribution du faisceau.